# フレデリック・ワイズマン
フレデリック・ワイズマン（Frederick Wiseman、1930年1月1日 - ）はアメリカの映画監督。演出やナレーションを意図的に排したドキュメンタリー作品で知られる。ほぼ全ての作品でプロデュース・撮影・編集を数人のスタッフとともに自ら担当する制作スタイルを貫き、1960年代にキャリアを開始したのち半世紀にわたって作品を作り続けている。

## 経歴
ワイズマンは1930年にマサチューセッツ州ボストンでジェイコブ・レオ・ワイズマン（Jacob Leo Wiseman）とガートルード・リア（Gertrude Leah）の間に生まれる。1951年にウィリアムズ・カレッジを卒業後、1954年にイェール大学ロースクール修了。ロースクール在学中から『イェール・ロー・レビュー』編集にかかわり、修了後は弁護士として活動するかたわらイェール大学やハーバード大学で講師として教壇に立つなど、優秀な若手法律家として将来を嘱望される存在だった。
しかししだいに映画への関心を強め、1964年、知人で著名な実験映画作家だったシャーリー・クラークの『クール・ワールド』(The Cool World）の制作にプロデューサーとして参加。これをきっかけに、自らドキュメンタリー映画の制作を模索するようになる。デビュー作となった『チチカット・フォリーズ』(1967) はマサチューセッツ州の精神病院を取材した作品で、ナレーションや字幕を使わず、現場で対象をみずから撮影した素材だけで組み立てられている。
これにつづく初期の作品では、ワイズマンの関心は自由な人間性を拘束・改変しようとする組織的な力を描くことに向かっていると言われる。
第2作となった『高校』(1968) では、体育や音楽の授業で、発達しはじめた生徒の身体や心を一定の範囲内に抑え込もうとする教師の姿がくりかえし描かれる。『基礎訓練』(1971) ではこれがより明確になり、指導教官が新兵にむかって「ここでの目標はおまえたちを枠にはめこむことだ」と何度も叱責する。
ただしワイズマンの手法の特徴は、そうした映像をＴＶドキュメンタリー番組のようにナレーションや字幕を使って明確に意味づけることを徹底して回避し、映像だけを観客の前に差し出すことにある。観客は、さまざまな解釈の幅を含みこんだままの映像に対して、自ら働きかけて物語を読み込んでゆかねばならない。
これは映像におけるリアリズムを追求する潮流の中で1950年代から始まった「ダイレクト・シネマ Direct Cinema（ないしシネマ・ヴェリテ Cinéma Vérité）」と呼ばれる手法で、監督や脚本家・演出家の手による人為的な物語があらかじめ設定される通常の劇映画などと異なり、映像がダイレクトに観客の前に差し出されるように見えることからこの呼び名がある。ワイズマンは『チチカット・フォリーズ』から『基礎訓練』にいたる一連の初期作品によって、この手法をとる代表的作家とみなされるようになった。
ワイズマンは以後半世紀にわたるキャリアのほぼ大半で、そうした映像素材だけを観客に差し出すかのように構成されたドキュメンタリー作品を作り続ける。題材はアメリカ中西部の食肉加工工場、身体障害と病院・介護士たち、市庁舎や州議会など、きわめて多岐にわたっている。
ワイズマン自身がフランス語に堪能なことから、パリ・オペラ座や、長くミシュラン三つ星を守る老舗フランス料理店などフランスを舞台とした作品も多く、またトルストイ夫人を主人公として俳優のモノローグで構成された『あるカップル (Un Couple)』(2022) など、いくつか劇映画も制作している。
1971年に妻の名前を冠したプロダクション「ジッポラ・フィルムズ (Zipporah Films)」を設立、以後すべての作品はここから送り出されている。

## 受賞
- 1969年 エミー賞・最優秀ドキュメンタリー作品賞 - 『法と秩序』
- 1970年 エミー賞・最優秀ドキュメンタリー作品賞 - 『病院』
- 1990年 ベルリン国際映画祭・国際批評家連盟賞 - 『臨死』
- 2001年 シカゴ国際映画祭・最優秀ドキュメンタリー作品賞 - 『ドメスティック・バイオレンス』
- 2003年 ダン・デイヴィッド賞
- 2006年 全米撮影監督協会・生涯功労賞
- 2012年 第38回ロサンゼルス映画批評家協会賞 功労賞
- 2014年 第71回ヴェネツィア国際映画祭で栄誉金獅子賞
- 2015年 ニューヨーク映画批評家協会賞 ノンフィクション映画賞
- 2016年 第89回アカデミー賞で名誉賞[7]。
- 2017年 ヴェネツィア国際映画祭 FIPRESCI賞 - 『ニューヨーク公共図書館 エクス・リブリス』
- 2020年 ボストン批評家協会賞・特別表彰
- 2021年 カンヌ国際映画祭 金の馬車賞、フランス文化賞
- 2021年 山形国際ドキュメンタリー映画祭・優秀賞 - 『ボストン市庁舎』

## 監督作品
| 公開年 | 邦題                                       | 原題                                   | 長さ（分） | 備考               |
| ------ | ------------------------------------------ | -------------------------------------- | ---------- | ------------------ |
| 1967   | チチカット・フォーリーズ                   | Titicut Follies                        | 84         |                    |
| 1968   | 高校                                       | High School                            | 75         |                    |
| 1969   | 法と秩序                                   | Law and Order                          | 81         | ＴＶ放送用に製作   |
| 1970   | 病院                                       | Hospital                               | 84         | ＴＶ放送用に製作   |
| 1971   |                                            | I Miss Sonia Henie                     | 20         |                    |
| 1971   | 基礎訓練                                   | Basic Training                         | 80         |                    |
| 1972   | エッセネ派                                 | Essene                                 | 86         |                    |
| 1974   | 少年裁判所                                 | Juvenile Court                         | 144        |                    |
| 1974   | 霊長類                                     | Primate                                | 105        |                    |
| 1975   | 福祉                                       | Welfare                                | 167        |                    |
| 1976   | 肉                                         | Meat                                   | 112        |                    |
| 1977   | パナマ運河地帯                             | Canal Zone                             | 174        |                    |
| 1978   | シナイ半島監視団                           | Sinai Field Mission                    | 127        |                    |
| 1979   | 軍事演習                                   | Manoeuvre                              | 115        |                    |
| 1981   | モデル                                     | Model                                  | 129        |                    |
| 1982   | セラフィータの日記                         | Seraphita's Diary                      | 90         | 劇映画             |
| 1983   | ストア                                     | The Store                              | 118        |                    |
| 1985   | 競馬場                                     | Racetrack                              | 114        |                    |
| 1986   | 適応と仕事                                 | Adjustment and Work                    | 120        |                    |
| 1986   | 聴覚障害                                   | Deaf                                   | 164        |                    |
| 1986   | 多重障害                                   | Multi-Handicapped                      | 126        |                    |
| 1987   | 視覚障害                                   | Blind                                  | 132        |                    |
| 1988   | ミサイル                                   | Missile                                | 115        |                    |
| 1989   | セントラル・パーク                         | Central Park                           | 176        |                    |
| 1989   | 臨死                                       | Near Death                             | 358        |                    |
| 1991   | アスペン                                   | Aspen                                  | 144        |                    |
| 1993   | 動物園                                     | Zoo                                    | 130        |                    |
| 1994   | 高校2                                      | High School II                         | 220        |                    |
| 1995   | アメリカン・バレエ・シアターの世           | Ballet                                 | 170        |                    |
| 1996   | コメディ・フランセーズ 演じられた愛        | La Comédie-Française ou L'amour joué   | 223        |                    |
| 1997   | パブリック・ハウジング                     | Public Housing                         | 200        |                    |
| 1999   | メイン州ベルファスト                       | Belfast, Maine                         | 245        |                    |
| 2001   | DV ー ドメスティック・バイオレンス         | Domestic Violence                      | 196        |                    |
| 2002   | 最後の手紙                                 | La dernière lettre                     | 61         | 劇映画             |
| 2002   | DV 2                                       | Domestic Violence 2                    | 200        |                    |
| 2005   |                                            | The Garden                             | 196        |                    |
| 2005   |                                            | The Last Letter                        | 90         | ＴＶシリーズ用短編 |
| 2005   | Zyklon Portrait                            |                                        |            | ＴＶシリーズ用短編 |
| 2006   | 州議会                                     | State Legislature                      | 217        |                    |
| 2009   | パリ・オペラ座のすべて                     | La Danse                               | 159        |                    |
| 2010   | ボクシング・ジム                           | Boxing Gym                             | 91         |                    |
| 2011   | クレイジーホース・パリ 夜の宝石たち        | Crazy Horse                            | 134        |                    |
| 2013   | 大学―At Berkeley                           | At Berkeley                            | 244        |                    |
| 2014   | ナショナル・ギャラリー 英国の至宝          | National Gallery                       | 180        |                    |
| 2015   | ニューヨーク、ジャクソン・ハイツへようこそ | In Jackson Heights                     | 190        |                    |
| 2017   | ニューヨーク公共図書館 エクス・リブリス    | Ex Libris: The New York Public Library | 197        |                    |
| 2018   | インディアナ州モンロヴィア                 | Monrovia, Indiana                      | 143        |                    |
| 2020   | ボストン市庁舎                             | City Hall                              | 272        |                    |
| 2022   |                                            | Un couple                              | 63         | 劇映画             |
| 2024   | 至福のレストラン/三つ星トロワグロ          | Menus Plaisirs - Les Troisgros         | 240        |                    |

## 関連文献
（欧文）
- Atkins, Thomas R., ed. Frederick Wiseman. New York: Monarch, 1976.
- Benson, Thomas W., and Carolyn Anderson. Reality Fictions: The Films of Frederick Wiseman. 2d ed. Carbondale: Southern Illinois University Press, 2002.
- llsworth, Liz. Frederick Wiseman: A Guide to References and Sources. Boston: G. K. Hall, 1979.
- Grant, Barry Keith, ed. Five Films by Frederick Wiseman. Berkeley and Los Angeles: University of California Press, 2006.
- Grant, Barry Keith. Voyages of Discovery: The Cinema of Frederick Wiseman. Urbana: University of Illinois Press, 1992.
- Mamber, Stephen. Cinema Verite in America: Studies in Uncontrolled Documentary. Cambridge, MA: MIT Press, 1974.
- Nichols, Bill. Ideology and the Image. Bloomington: Indiana University Press, 1981.
- Siegel, Joshua, ed. Frederick Wiseman. New York: Museum of Modern Art, 2010.
- Mamber, Stephen. Cinema Verite in America: Studies in Uncontrolled Documentary. Cambridge, MA: MIT Press, 1974.

（邦文）
- 『ユリイカ　特集フレデリック・ワイズマン …ドキュメンタリー映画監督の軌跡』（青土社、2021）
- 土本典昭・鈴木一誌編『全貌フレデリック・ワイズマン アメリカ合衆国を記録する』（岩波書店、2011）ISBN 4000258133